# Piacere Dave
(Tagline del film)
Piacere Dave (Meet Dave) è un film del 2008 diretto da Brian Robbins, con protagonista Eddie Murphy.
Il film è stato distribuito dalla 20th Century Fox, in pieno periodo estivo.

## Trama
A causa di una imminente crisi energetica che pregiudicherà un pianeta, chiamato Niende (nell'originale Nil, ovvero Nulla), un gruppo di alieni in miniatura si reca sulla Terra con la loro astronave, costruita in forma umanoide per "confondersi" tra la popolazione locale e modellata sulle sembianze del loro capitano con l'intento di recuperare uno strano congegno, mandato da loro per far sparire l'acqua dagli oceani del pianeta Terra e recuperare facilmente il sale, sostanza che gli alieni sfruttano sul loro pianeta come fonte d'energia.
Un incontro casuale con una madre single e il suo figlioletto sconvolgerà l'esito della missione. I piccoli alieni, rimanendo a contatto con le emozioni umane, si ritrovano a riprodurle anche loro. Nel frattempo due agenti di Polizia di New York identificano l'astronave con la quale sono atterrati sulla Terra. L'astronave sarebbe la ricostruzione del capitano alieno dell'astronave stessa, che si fa chiamare Dave. Ma, come quasi in tutte le storie, c'è un antagonista, e in questo film l'antagonista fa parte dell'equipaggio alieno e non sopporta i cambiamenti del restante equipaggio, dati dal contatto con le emozioni umane.
Così, prendendo il controllo dell'astronave al posto di "Dave", immerge nell'acqua il congegno precedentemente accennato, ma "Dave" e la sua compagna riescono a fermarlo, spinti dall'amore che provano verso due persone (mamma e figlio) che hanno conosciuto durante i loro due giorni passati sulla Terra. Infine, prima di partire l'astronave viene catturata, ma fortunatamente i membri dell'equipaggio attivano un dispositivo che li riporterà sul loro pianeta "Niende" in una scarpa, trasportando con loro nuove emozioni e tra queste l'amore che alla fine del film si manifesterà su Dave e la sua amica Numero 3.

## Produzione

### Riprese
Le riprese dovevano iniziare nel marzo 2007, anche se in realtà sono partite all'inizio di giugno presso la Statua della Libertà a New York. Sono state effettuate anche alcune riprese all'inizio dello stesso anno in una scuola elementare a Pasadena, in California.

## Distribuzione
Il film è uscito nelle sale statunitensi a partire dall'11 luglio 2008, ed in anteprima il 9 luglio nei luoghi di villeggiatura, mentre in Italia per il 22 agosto dello stesso anno.

## Accoglienza

### Incassi
Globalmente la pellicola ha guadagnato 50.600.000 di dollari, pari a circa 38.300.000 euro. Negli Stati Uniti ha guadagnato circa 11.803.254 di dollari, mentre in Italia ha totalizzato 1.520.691 euro.

## Riconoscimenti
Il film ha ricevuto, durante l'edizione dei Razzie Awards 2008, due candidature come peggior attore e peggior coppia, entrambe per Eddie Murphy.